# Seoce (Kuršumlija)
Pour les articles homonymes, voir Seoce.
Seoce (en serbe cyrillique : Сеоце) est un village de Serbie situé dans la municipalité de Kuršumlija, district de Toplica. Au recensement de 2011, il comptait 49 habitants.

## Démographie
| 1948 | 1953 | 1961 | 1971 | 1981 | 1991 | 2002 | 2011 |
| ---- | ---- | ---- | ---- | ---- | ---- | ---- | ---- |
| 375  | 419  | 474  | 468  | 356  | 181  | 115  | 49   |

|  |